# 陳克
陳克（1081年—1137年），字子高，自號赤城居士。南宋臨海（今屬浙江）人。
少隨父陳貽序宦學四方，早年為敕令所刪定官，後闢為右承事郎都督府準備差遣。宋高宗紹興五年（1135年），兵部尚书呂祉抗金，陳克隨軍隊北上。绍兴七年（1137年），隨吕祉去廬州收編王德、酈瓊的部隊。呂祉被殺，叛軍要陳克屈膝，陳克厲聲答曰：“吾為宋臣，學忠信之道，寧為玉碎，不為瓦全。”不幸被“積薪焚死”，臨死時仍“罵不絕口，聲如雷震”，時人稱“國士”。
陳克能詩，風格近溫庭筠、韋莊。李慈銘在《越縵堂讀書記》評其詩文：“在北宋諸家中，可與永叔（歐陽修）、子野（張先）抗衡一代，雖所傳不多，吾浙江稱此事者，莫之先也。”清人陳廷焯說：“陳子高詞婉雅閑麗，暗合溫、韋之旨，晁無咎、毛澤民、万俟雅言等遠不逮也。”著有《天台集》十卷、《天台集外集》四卷、《長短句》三卷。